# 若比鄰
若比鄰（英文名：Zorpia是一個社交網路服務網站，主要的功能包括照片、相簿、網誌、社交網路、自定義的主頁、評論系統、討論區、音樂和視訊影片的分享與存放。公司總部設在在香港。

## 歷史
香港出生的伍傑暉在是美國伊利諾洲香檳大學的求學的期間因為“廣交天下友”的興趣創辦Zorpia，發展至今在alexa排名大概维持在三千名左右，Zorpia目前共有逾700萬用戶，當中華語用戶佔70萬，包括8萬名香港用戶，使用者遍布美國、亞洲、東南亞、歐洲、澳洲等193個國家和地區。
若比鄰三十多名員工，亦分布香港、中國大陸、澳洲及菲律賓等地，大部分都是由愛好者變成全職員工。

「Zorpia」一字為自創字，取其跟國家名相似的讀音，所以Zorpia用戶就是「Zorpian」。Zorpia的中文名「若比鄰」，是出自唐朝詩人王勃名句「海內存知己，天涯若比鄰」，而若比鄰的中文用戶，就被稱作「鄰人」。

## 垃圾信爭議
若比鄰在使用者連結 Gmail 信箱時，會使用該帳號授權對該帳號的聯絡人大量發送電子郵件。雖然在 Google 帳號設定中可取消若比鄰的權限，但這樣的行為與大部分的釣魚網站無異。長久以來頗受使用者抱怨。

## 外部連結
- Zorpia （页面存档备份，存于）